# Спинола, Джованни Доменико
Джованни Доменико Спинола (итал. Джованни Доменико Спинола; 1580, Генуя, Генуэзская республика — 11 августа 1646, Мадзара-дель-Валло, королевство Сицилия) — итальянский куриальный кардинал из рода Спинола. Генеральный аудитор Апостольской Палаты с 1 января 1610 по 19 января 1626. Апостольский администратор Мессины с 1 января 1625 по 20 июля 1626. Архиепископ Ачеренцы и Матеры с 13 ноября 1630 по 26 апреля 1632. Епископ Луни и Сарцаны, с персональным титулом архиепископа, с 26 апреля 1632 по 1 декабря 1636. Епископ Мадзара-дель-Валло, с персональным титулом архиепископа, с 1 декабря 1636 по 11 августа 1646. Камерленго Священной Коллегии кардиналов с 13 января 1642 по 12 января 1643. Кардинал-священник с 19 января 1626, с титулом церкви Сан-Клементе с 9 февраля 1626 по 30 апреля 1629. Кардинал-священник с титулом церкви Санта-Чечилия с 30 апреля 1629 по 11 августа 1646.

## Биография
Сын Джованни Марии Спинолы и Пеллины Леркари — дочери Джованни Баттиста Леркари, генуэзского дожа.
В середине 1600-х годов был назначен папой Павлом V квестором папского казначейства. С 1607 года — вице-легат в Витербо, а с 1611 года — генеральный аудитор Апостольской Палаты. Был близок к кардиналу Антонио Саули, который в это же время был кардиналом-протектором Генуи.
В 1626 году был возведён папой Урбаном VIII в сан кардинала, в том же году назначен кардиналом-священником с титулом церкви Сан-Клементе.
В 1627 году получил должность кардинала-протектора Генуи, но уже через три года покинул её.
В 1629 году назначен кардиналом-священником с титулом церкви Санта-Чечилия.
В 1630 году стал архиепископом Ачеренцы и Матеры, а в 1632 году — архиепископом Луни и Сарцаны.
В 1636 году вновь сменил епархию, став архиепископом Мадзара-дель-Валло на Сицилии, где и оставался до смерти.
В 1637 году участвовал в церемонии коронации Девы Марии как королевы Генуи. Это событие ухудшило отношения между Генуэзской республикой и Святым Престолом, и, соответственно, отношение к Спиноле Папы Урбана VIII.
В 1642—1643 годах занимал должность камерленго Коллегии кардиналов.
Генуэзское происхождение Спинолы повредило ему как кандидату на конклаве 1644 года, избравшем Папу Иннокентия X.